# Estádio Monumental do SESI
Estádio Monumental do SESI – stadion piłkarski, w Blumenau, Santa Catarina, Brazylia, na którym swoje mecze rozgrywa klub Clube Atlético Metropolitano.